# Einar Skúlason
Einar Skúlason (vagy Einarr Skúlason; Nyugat-Izland, 1090 körül – Norvégia, 1160 után) római katolikus pap, izlandi költő, a 12. század legkiemelkedőbb költője.
Az úgynevezett Mýramenn családból származott, Egill Skallagrímsson költő utódja volt. Rövid ideig élt csak Izlandon, élete nagy részét Norvégiában töltötte, Sigurðr Jórsalafari, Haraldr gilli és az őket követő következő két király uralkodása alatt. Különösen Eysteinn Haraldsson játszott fontos szerepet életében, mivel ő marsalljává is kinevezte, míg a többieknek csak udvari költőként dolgozott.

## Munkássága
Einnar számos fennmaradt műve főleg a Heimskringlában, a Flateyjarbókban, a Morkinskinnában, Fagrskinnában és Skáldskaparmálban őrződött meg az utókornak. Versei hangneme gyakran hideg, tartalmában és szellemiségében egyértelműen keresztény, ez alapján válogatja meg költői képeit is. Költeményei kiváló szerkesztéstechnikáról árulkodnak, kortársai feljegyzéseikben kiemelik jeles improvizációs képességeit.
Eysteinn király 1157-ben bekövetkezett halála után írta a Elfarvísur című versét Gregorius Dagsson tiszteletére, utalva II. Haakon norvég király fölött a Göta-folyónál aratott győzelmére. Einar drápái (hosszú, strófákból álló versei) közül a legismertebb a Geisli (magyarul „Fénysugár” vagy „Napsugár”) című műve, ami Szent Olafl halála utáni csodatételeiről szól. Ezt a verset – ami egyben leghosszabb fennmaradt műve – a nidarosi katedrálisban is elszavalták három norvég király és az akkori norvég érsek jelenlétében. A költemény dróttkvætt formában íródott, és ez a legkorábbi teljes épségben fennmaradt drápa, mely katolikus tartalommal bír.

## Fordítás
- Ez a szócikk részben vagy egészben az Einarr Skúlason című angol Wikipédia-szócikk ezen változatának fordításán alapul.  Az eredeti cikk szerkesztőit annak laptörténete sorolja fel. Ez a jelzés csupán a megfogalmazás eredetét és a szerzői jogokat jelzi, nem szolgál a cikkben szereplő információk forrásmegjelöléseként.